# Eric Greville Earle
Eric Greville Earle, DSO, britanski general, * 24. februar 1893, † 19. oktober 1965.

## Življenjepis
Po študiju na Kolidžu Wellington je vstopil v vojaško službo. Med prvo svetovno vojno je bil dvakrat ranjen, bil štirikrat omenjen v poročilu in prejel DSO, legijo časti, belgijskega reda Leopolda in Croix de guerre.
Med drugo svetovno vojno je bil: v.d. poveljnika Brigade Kairo, 29. brigade in 22. brigade (1939), poveljnik artilerije 3. divizije (1941), poveljnik artilerije 1. korpusa (1942), poveljnik artilerije na Gibraltarju (1944) in v.d. guvernerja Gibraltarja (1945).
Po vojni je bil mestni svetnik.